# Paparazzi (film français, 1998)
Cet article concerne un film. Pour les autres significations, voir Paparazzi (homonymie).
Pour plus de détails, voir Fiche technique et Distribution.
Paparazzi est une comédie française réalisé par Alain Berberian en 1998 et sorti en France la même année.

## Synopsis
Franck est gardien dans un parking mais ce soir-là, il quitte son poste de travail pour assister à un match de football.
Sur place, Michel, un paparazzi, est venu prendre en photo un couple de célébrités présent dans les tribunes.
Sur le meilleur cliché, choisi pour la une d'un magazine people, Franck figure au premier plan.
Bien entendu, son patron le reconnaît et le licencie pour avoir quitté son poste de travail sans autorisation.
Franck n'a plus alors qu'une seule idée en tête : retrouver ce mystérieux « D.R. », qui a signé la photo et à cause de qui il a perdu son travail.
C'est ainsi qu'il fait la connaissance de Michel et qu'il va découvrir la dure vie de paparazzi.

## Fiche technique
- Titre : Paparazzi
- Réalisation : Alain Berberian
- Scénario : Alain Berberian, Danièle Thompson, Simon Michaël, Vincent Lindon, Patrick Timsit et Jean-François Halin[3]
- Producteurs : Dominique Farrugia et Olivier Granier
- Sociétés de production : Canal+, Rigolo Films 2000 et TF1 Films Production
- Sociétés de distribution : AMLF, Studiocanal et K2 Entertainment
- Producteur exécutif : Antoine Gannagé
- Photographie : Vincenzo Marano
- Casting : Gérard Moulévrier (A.R.D.A)
- Montage : Catherine Renault
- Décors : Olivier Radot
- Costumes : Cristine Guégan
- Cascades : Alain Figlarz
- Rushes : Laboratoires Eclair
- Musique : Frank Roussel et François Servenière
- Durée : France : 109 minutes /  Tunisie : 111 minutes
- Pays d'origine :  France
- Date de sortie : 29 avril 1998
- Langue : français
- Format : Couleur - 2.35:1 - 35 mm
- Son : DTS / Dolby Digital
- Budget : 7.93M€[4]
- Box-office Europe[5] : 994 706 entrées
- Lieux de tournage[6] : Parc des Princes et Paris

## Distribution
- Vincent Lindon : Michel Verdier
- Patrick Timsit : Franck Bordoni
- Catherine Frot : Evelyne Bordoni
- Nathalie Baye : Nicole
- Isabelle Gélinas : Sandra
- Élise Tielrooy : Bénédicte
- Didier Bénureau : Dacharie
- Géraldine Bonnet-Guérin : Julie
- Tim Doughty : M.C. Watson
- Christophe Hémon : Xavier
- Jean-Noël Cridlig-Veneziano : Nicolas
- Christophe Guybet : Médi
- Stefan Elbaum : le contremaître
- Dominique Besnehard : Dédé
- Hichem Rostom : El Kabouli
- Farida Rahouadj : Yasmine, la collègue d'Evelyne
- Jean-Marie Winling : le patron de Franck
- Didier Cauchy : le reporter sportif
- Bruno Slagmulder : le type en colère
- Anne Coutureau : Charlotte
- Franck Amiach : le typographe de chez Magma
- Hervé Lassïnce : L'étudiant
- Louba Guertchikoff : Mme Dumez
- Françoise Lépine : L'attachée de presse
- Cécile Siméone : La splendeur
- Olivier Pagès : Renaud Le Bihan
- Marie-Thérèse Arène : Mme Redon
- Doud : le paparazzi
- Tina Sportolaro : L'assistante Dachari
- Cédric Brenner : le type de chez Magma
- Pierre Brichese : L'ouvrier #1
- Lise Van Bussel : L'endive
- Charlotte Faivre : La serveuse
- Marc Faure : le concierge hôtel
- Lucy Harrison : La vendeuse de la boutique
- Lamine Hasni : L'ouvrier #2
- Nordine Hassani : le vigile de l'hôpital
- Fabien Jambro : Benjamin
- Marie-Laurence : Mme Lefèvre
- Valérie Maës : L'hôtesse Air France
- Jalil Naciri : Samir
- Jean-Marc Norbal : Jimmy
- Alain L'Yle : L'homme Robin Williams
- Blanche Raynal : Mme Casalis
- Jean-Yves Roan : le chauffeur corbillard
- Jean-Pierre Roux : le chauffeur de Sandra
- Mouloud Rozen : Un vigile chez Devine Quoi
- Joan Titus : La réceptionniste hôpital
- Alain Figlarz
- Gérard Moulévrier

## Personnages réels du film
- Johnny Hallyday
- Patrick Bruel
- Arthur
- Claire Chazal
- Brigitte Nielsen
- Isabelle Adjani
- Guillaume Durand
- Carla Bruni
- Cécile Siméone
- Dominique Farrugia
- François Hollande
- Enrico Macias